# Тараховка (Гомельская область)
Тараховка (бел. Тарахаўка) — деревня в Барсуковском сельсовете Кормянского района Гомельской области Беларуси.

## География

### Расположение
В 10 км на запад от Кормы, в 50 км от железнодорожной станции Рогачёв (на линии Могилёв — Жлобин), в 105 км от Гомеля.

## Транспортная сеть
На реке Добрич (приток реки Сож). Транспортные связи по просёлочной, затем автомобильной дороге Корма — Ямное. Планировка состоит из 2 разделённых рекой Добрич частей: северной (дугападобгная улица с широтной ориентацией) и южной (короткая улица вдоль реки). Застроена редко деревянными домами усадебного типа.

## История
Согласно письменным источникам известна с XIX века как деревня в Кормянской волости Рогачёвского уезда Могилёвской губернии. Хозяин одноимённого фольварка владел здесь в 1879 году 541 десятиной земли, 2 водяными мельницами, ветряной мельницей и трактиром. Согласно переписи 1897 года действовали хлебозапасный магазин, сукновальня, ветряная мельница, водяная мельница. В 1909 году деревня Млынок-Тараховка, 408 десятин земли, в фольварке 345 десятин земли. В 1929 году организован колхоз «Коминтерн», работали ветряная мельница и кузница. Согласно переписи 1959 года в составе совхоза имени М. М. Володарского (центр деревня Барсуки).

## Население

### Численность
- 2004 год — 16 хозяйств, 35 жителей.

### Динамика
- 1881 год — 44 двора, 313 жителей.
- 1897 год — 67 дворов, 372 жителя (согласно переписи).
- 1909 год — 87 дворов, 519 жителей; в фольварке 14 жителей.
- 1959 год — 327 жителей (согласно переписи).
- 2004 год — 16 хозяйств, 35 жителей.